# Staudachhof (Gemeinde Friesach)
Staudachhof ist eine Ortschaft in der Gemeinde Friesach im Bezirk Sankt Veit an der Glan in Kärnten (Österreich). Die Ortschaft hat 39 Einwohner (Stand 1. Jänner 2024). Sie liegt auf dem Gebiet der Katastralgemeinde St. Salvator.

## Lage
Die Ortschaft liegt im Nordwesten der Gemeinde Friesach, im Metnitztal und in den Metnitzer Alpen. Die Streusiedlung erstreckt sich über eine Länge von etwa 5 km, vom westlichen Ortsrand von St. Salvator das Metniztal talaufwärts an Schloss Staudachhof vorbei bis zum Hof Scharlitzer und noch ein Stück ins Tal des Schratzbachs, in Richtung Ingolsthal, hinein. In der Ortschaft werden folgende Hofnamen geführt: Trattenkeusche (Haus Nr. 1), Raner (Nr. 3), Kunstbauer (Nr. 5), Kunstkeusche (Nr. 6), Schloss Staudachhof (Nr. 10), Trattenwirth (Nr. 12), Scharlitzer (Nr. 13), Ranacher (Nr. 14), Seidl (Nr. 15), Reidenkeusche (Nr. 17), Senger (Nr. 18), Herzogkeusche (Nr. 20).

## Geschichte
Gut Weilern wurde bereits 1107 urkundlich genannt und kam im 14. Jahrhundert an die Staudacher, von denen Gut und dann auch Ortschaft ihren heutigen Namen erhielten.
Franz Dorneberger betrieb im 19. Jahrhundert eine Brauerei im Ort.
Auf dem Gebiet der Steuergemeinde St. Salvator liegend, gehörte Staudachhof in der ersten Hälfte des 19. Jahrhunderts zum Steuerbezirk Dürnstein. Bei Gründung der Ortsgemeinden in Verbindung mit den Verwaltungsreformen Mitte des 19. Jahrhunderts kam Staudachhof an die Gemeinde St. Salvator. Seit der Gemeindestrukturreform von 1973 gehört der Ort zur Gemeinde Friesach.

## Bevölkerungsentwicklung
Für die Ortschaft ermittelte man folgende Einwohnerzahlen:
- 1869: 16 Häuser, 133 Einwohner[3]
- 1880: 17 Häuser, 144 Einwohner[4]
- 1890: 16 Häuser, 151 Einwohner[5]
- 1900: 16 Häuser, 132 Einwohner[6]
- 1910: 22 Häuser, 137 Einwohner[7]
- 1923: 21 Häuser, 155 Einwohner[8]
- 1934: 180 Einwohner[9]
- 1961: 25 Häuser, 141 Einwohner[10]
- 2001: 23 Gebäude (davon 16 mit Hauptwohnsitz) mit 25 Wohnungen; 59 Einwohner und 5 Nebenwohnsitzfälle; 19 Haushalte; 0 Arbeitsstätten, 9 land- und forstwirtschaftliche Betriebe[11]
- 2011: 23 Gebäude, 43 Einwohner, 20 Haushalte, 1 Arbeitsstätte[12]
- 2021: 22 Gebäude, 34 Einwohner, 15 Haushalte, 5 Arbeitsstätten[13]